# 富山県道54号福光上平線

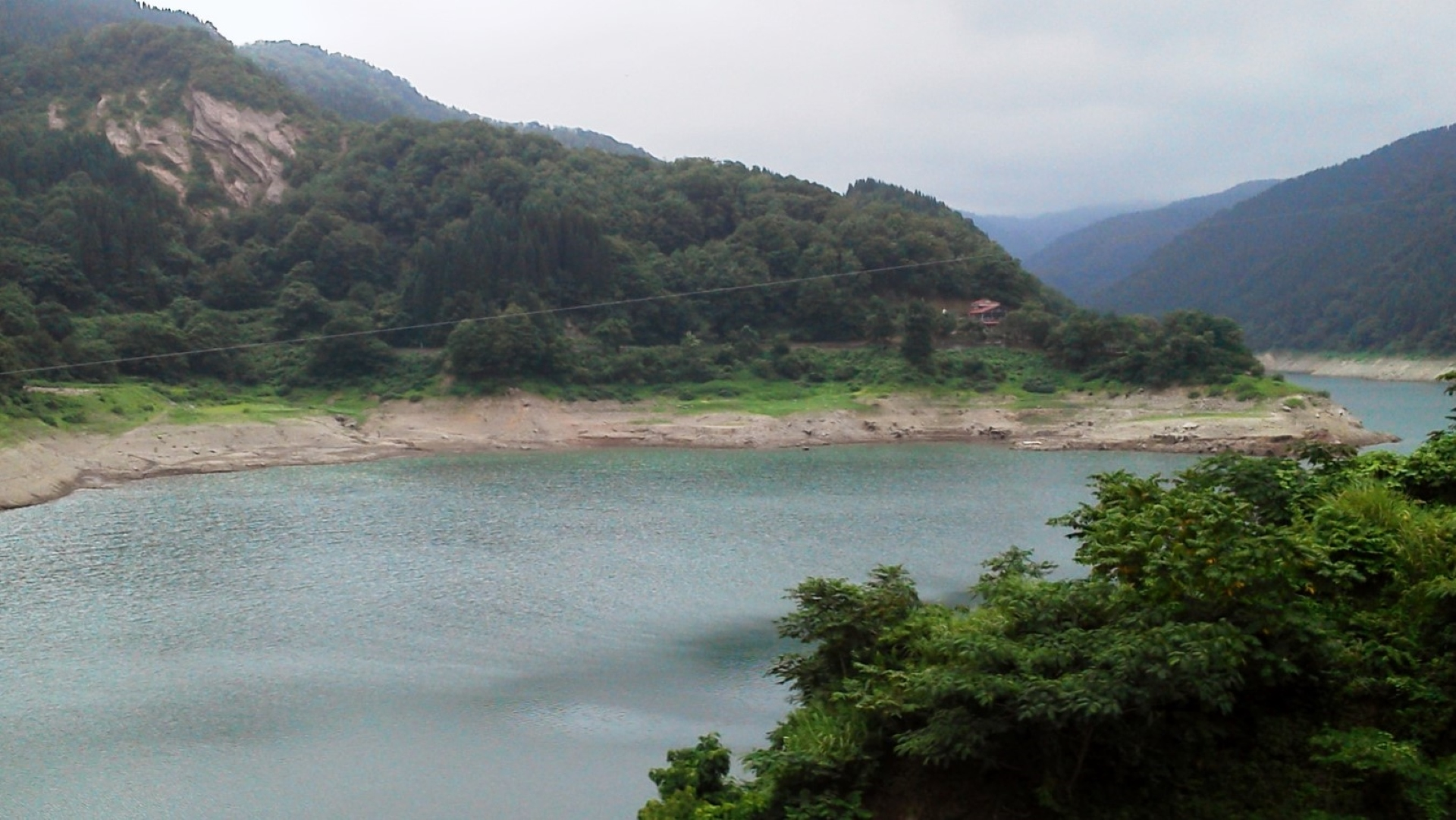
刀利ダム湖左岸を通る富山県道54号福光上平線の遠景を撮影

富山県道54号福光上平線（とやまけんどう54ごう ふくみつかみたいらせん）は、富山県南砺市を通る主要地方道（富山県道）である。

## 概要
南砺市刀利から小矢部川の源流を遡り、五箇山と呼ばれる庄川筋の南砺市西赤尾町まで、ブナオ峠を越えて連絡している。古くは塩硝街道とよばれ、五箇山で産出した塩硝を金沢まで運ぶ重要なルートであった。
近年は土砂崩れなどの災害を受けており、現在は、中河内（なかのこうち） - ブナオ峠の区間は車両通行不能区間であり車両の通行が出来ない。西赤尾町 - ブナオ峠の区間も土砂崩れによる災害を受けることが多く、2024年時点ではこちらの区間も通年通行止めとなっている。また車道自体もすれ違いが困難でかつ、急勾配が続くことから、険道の要素を含んでいる。

### 路線データ
- 起点：富山県南砺市刀利大平72の8
- 終点：富山県南砺市西赤尾町峯山帰2の1

## 歴史
- 1925年（大正14年）：福光から刀利までの馬車道路が開通する。
- 1935年（昭和10年）：下小屋まで林道が開通する。
- 1954年（昭和29年）：中河内から下小屋まで林道開発、大型車が通る。
- 1965年（昭和40年）：ブナオ峠までの林道810m完成。
- 1966年（昭和41年）8月：滝谷トンネル（建設当初は中河内トンネル）建設を開始。
- 1966年（昭和41年）12月18日：滝谷トンネルが貫通する。
- 1967年（昭和42年）3月：滝谷トンネルが完成する。
- 1968年（昭和43年）：林道ブナオ線（総延長16km、幅員3.6m）開通する。
- 1973年（昭和48年）3月31日：県道に昇格し、刀利西赤尾線として路線認定。
- 1982年（昭和57年）
  - 4月1日：建設省（現・国土交通省）が刀利西赤尾線を主要地方道福光上平線に指定[1]。
  - 12月23日：「刀利西赤尾線」を現路線名に変更。
- 1993年（平成5年）5月11日 ： 建設省から、県道福光上平線が福光上平線として主要地方道に再指定される[2]。

## 路線状況

### 通称
- 塩硝街道

### 冬期閉鎖区間
- 南砺市刀利（刀利トンネル） - ブナオ峠 - 同市西赤尾町 26.5 km
  - 概ね11月中旬から翌年5月中旬まで閉鎖される。起点にあたる刀利トンネルの福光側には、看板やバリケード、常設の道路情報掲示板がそれぞれ設置されているが、林道城福線との交点から中河内方面向かってすぐに常設のゲートが設置されている。一方上平側には、終点にあたる国道156号との交点からすぐに常設のゲートや常設の道路情報掲示板がそれぞれ設置されている。冬期間はこれらのゲートが閉まり、起終点に設けられている看板には通行止めの規制標識に冬期閉鎖期間を標したものに替えられ、当ゲートから先の区間が実質的な冬期閉鎖区間となる。また、大雨などの異常気象時の規制の際にも同様に当ゲートが閉められる。
- 起終点には道路情報掲示板の電光式A型（オーバーヘッド形式で遠隔操作ができるもの）が設置されている。

### トンネル
刀利トンネル (83m)
- 南砺市刀利にあるトンネル。幅員4.0m。上平側ではスノーシェッドと一体となっている。内部には照明がない。

滝谷トンネル (409m)
- 南砺市滝谷にあるトンネル。ポータル上部の銘板には「瀧谷隧道」と揮毫されている。幅員4.0m。高さは4.9mあるものの、3.0m以上の車両の通行を制限している。上平側でカーブしているため、全体を見通せない。このため、トンネル両側にはセンサーが取り付けられ、先入車優先の片側交互通行の形式となっている。

## 地理

### 通過する自治体
- 南砺市

### 交差する道路
- 富山県道10号金沢湯涌福光線（南砺市刀利）
- 林道城福線（南砺市刀利）
- 国道156号（南砺市西赤尾町）

### 沿線にある施設など
- 小矢部川
- 刀利ダム
- 長瀞峡
- 不動滝
- ブナオ峠：南砺市刀利と同市西赤尾町との境にある峠。小矢部川水系と庄川水系の分水嶺でもある。大門山・奈良岳方面への登山道入り口がある。『三洲測量図籍』によると、「ブナヲ峠」とある。大門山 - ブナオ峠 - 猿ヶ山を結ぶラインが五箇山（五ヶ山）境であった。

#### 沿線集落跡
- 刀利：刀利集落はダム水没に伴い、1961年（昭和36年）に解村式を行い、1963年（昭和38年）に廃村。水没地東方山頂に刀利城跡があり、城主は宇野宗右衛門で佐々成政、前田利家に仕えたという。刀利は下刀利と上刀利に分かれ、現在の刀利山崎公園の直下、標高554mの丸山の南方に下刀利、700mほど上流に上刀利があった。上刀利には学校があった。
- 瀧谷：上刀利の更に上流にあった集落。ダム水没に伴い、1961年（昭和36年）に解村式を行い、1962年（昭和37年）廃村。
- 中河内：刀利ダムからの水没は免れたが1966年（昭和41年）に解村式を行い、廃村。現在は無住地。現在の国土地理院の地形図には地名すら載っていない。福光町立南部小学校中河内分校・福光町立福光中学校中河内分校跡の石柱が立てられている。この地は江戸期には遊廓があり、「中河内で見たような女郎が、今朝は湯涌の町で見た」の小唄[3]が残されている。昭和初期まで、ここから赤堂（あかんどう）山、大倉山を越えて、石川県石川郡犀川村の倉谷集落に通ずる道があった[4]。
- 下小屋：猿ヶ山西麓にあった集落。中河内と同様、刀利ダムからの水没は免れたものの、1966年（昭和41年）に解村式を行い、廃村。現在は無住地。現在の国土地理院の地形図には地名すら載っていない。福光町立太美山小学校下小屋分校跡の石柱が立てられている。昭和初期まで、ここから月ヶ原山を越えて、石川県石川郡犀川村の倉谷集落に通ずる道があった。1821年（文政4年）8月測量の『三洲測量図籍』[5]によると、「下古屋」とある。